# 文笔街道
文笔街道，是中华人民共和国贵州省黔东南苗族侗族自治州三穗县下辖的一个乡镇级行政单位。2019年8月8日设置文笔街道，辖原八弓镇金穗社区、富民社区、文笔社区、永灵社区、新穗村、胜利村、高田村、人民村、江桥村、车站村、灵山村、星光村、高寨村。

## 行政区划
文笔街道下辖以下地区：
富民社区、金穗社区、永灵社区、文笔社区、灵山村、车站村、高田村、新穗村、胜利村、人民村、良士村、巴王村、马安村、木界村、菜冲村、蜜蜂村、南桥村、星光村、羊古村、亚茶村、中坝村、界牌村、坪茶村、吉洞村、塘耐村、杉木村、泥山村、桥头村、亚岭村、大坪村、坪洞村、青洞村、高寨村、贵根村、贵洞村、高桥村、芭蕉村、新美村、贵坪村、美敏村、响洞村、新寨村和江桥村。